# Colin Muset
Colin Muset war ein französischer Spielmann des 13. Jahrhunderts.

## Leben und Werk
Colin Muset (vermutlich ein Pseudonym) ist nur durch seine erhaltenen Werke bekannt, 16 altfranzösische Lieder des Minnesangs, die er selbst dichtete, komponierte und interpretierte, darunter 4, in denen er seinen Namen nennt. Er ist berühmt für die Lebendigkeit seiner Texte. Marcel Faure nannte sie „kleine Wunderwerke“ (petites merveilles).  Sie wurden 2005 neu herausgegeben und ins Neufranzösische wie auch ins Italienische übersetzt.

## Werke (Auswahl)
- Joseph Bédier (Hrsg.): Les chansons de Colin Muset. Champion, Paris 1912, 1938.
  - (italienisch) Massimiliano Chiamenti (Hrsg. und Übersetzer): Colin Muset, Poesie. Carocci, Rom 2005. (der altfranzösische Text ist Bédier 1912, 1938 entnommen)
- Christopher Callahan, Samuel N. Rosenberg (Hrsg.): Les chansons de Colin Muset. Textes et mélodies. Champion, Paris 2005.
  - (neufranzösisch) Christopher Callahan, Samuel N. Rosenberg (Übersetzer): Les chansons de Colin Muset, traduites en français moderne. Champion, Paris 2006.